# Giavanese antico
Il Giavanese antico (o Kawi) rappresenta la fase primitiva della lingua giavanese, che era parlato in un'area che comprende l'attuale isola di Giava centro-orientale. Mentre le più antiche tracce di scrittura in sanscrito a Giava (le "iscrizioni Tarumanegara") risalgono al 450, i più antichi esempi di scrittura, interamente in Giavanese, chiamati le "Iscrizioni di Sukabumi", sono datate 25 marzo 804. Queste iscrizioni, localizzate nel distretto di Pare nella provincia del Kediri a Giava Est, sono delle copie degli originali, che risalgono a circa 120 anni prima. Il loro contenuto concerne la costruzione di una diga per rifornire un canale d'irrigazione nei pressi del fiume Śrī Hariñjing (al giorno d'oggi: Srinjing). Questa iscrizione è l'ultima che utilizza la Alfabeto Pallava; tutti gli esempi successivi sono scritti mediante l'Alfabeto giavanese.

## Sviluppo
L'antico Giavanese non era una lingua statica, ed il suo uso copre un periodo di circa 500 anni – dalle iscrizioni di Sukabumi fino alla fondazione dell'impero Majapahit nel 1292. La lingua parlata e scritta nel Majapahit aveva subito notevoli cambiamenti ed era ormai molto simile al Giavanese moderno.

### Origine Austronesiana
Nel Giavanese antico è assai evidente l'eredità Austronesiana nel vocabolario, nella struttura sintattica e grammaticale che essa condivide con le altre lingue sorelle del sud-est asiatico.

### Influenze Sanscrite
Le influenze linguistiche Indiane nell'antico Giavanese derivano quasi esclusivamente dal Sanscrito. Non ci sono prove di elementi linguistici indiani, che non derivino dal Sanscrito. Questo è differente da, per esempio, dalle influenze delle lingue Indiane rispetto alla lingua Malese antica.
Il Sanscrito ha avuto un profondo e duraturo impatto sul vocabolario del Giavanese. Il dizionario Old Javanese – English Dictionary, scritto dal professor Petrus Josephus Zoetmulder nel 1982, contiene all'incirca 25.500 lemmi, non meno che 12.500 di questi derivano dal Sanscrito. Chiaramente questo numero non è una prova che queste parole venissero effettivamente usate nella lingua parlata, ma è un'indicazione che gli antichi giavanesi conoscevano ed utilizzavano queste parole sanscrite nelle loro opere letterarie in Lingua kawi.

#### Fonologia
Nonostante l'enorme influenza del Sanscrito sul Giavanese antico, quest'ultimo è resttato una lingua Austronesianae. Tuttavia, il Sanscrito ha influenzato la fonologia ed il vocabolario del Giavanese antico. Ad esempio la presenza della Consonante retroflessa, potrebbe essere derivato dal Sanscrito, però questo fatto è contestato da alcuni linguisti che ritengono sia possibile che questo tipo di consonanti possano essere evolute in modo indipendente all'interno della famiglia linguistica Austronesiana.

#### Vocabolario
Una questione collegata è il modo in cui il Sanscrito abbia dato in prestito parole al Giavanese antico. Le parole prese in prestito dal sanscrito sono, quasi senza eccezioni, sostantivi e aggettivi nella loro forma non declinata (In Sanscrito lingga). Una lista di 200 termini di base è disponibile sul sito dell'Austronesian Basic Vocabulary Database che evidenzia alcuni questi prestiti.

## Letteratura antico Giavanese
La Letteratura antico Giavanese può essere divisa in diversi generi, uno dei più caratteristici è quello dei kakawin. La lingua in cui vengono scritte queste opere è il Kawi.